# Чёрная качурка
Чёрная качурка (лат. Hydrobates melania) — вид морских птиц из семейства качурок.

## Описание
Спина чёрного цвета. Голова, ноги, верх крыльев, хвост и перья у основания ног ч`рные. Клюв и ноги также полностью чёрные. Клюв спереди изогнут вниз. На клюве расположена чёрная маленькая удлиненная трубочка. Горло и брюхо светло-серые. На верхней стороне крыльев у основания заметны две толстые светло-серые полосы. Хвост вильчатый. Самцы и самки внешне не отличаются по оперению. Длина тела составляет 22-23 см, размах крыльев — 46-51 см.

## Распространение
Обитает в северо-восточной части Тихого океана от Калифорнии до Перу, в прибрежных водах и открытом море. На зиму мигрируют в более южные районы.

## Образ жизни
Пищей для них служат планктон, мелкая рыба и личинки омаров, которых они ищут в открытом море. При поиске пищи они резко пикируют с большой высоты на поверхность моря, чтобы подхватить её клювом. После этого они обычно снова поднимаются в воздух, лишь в очень редких случаях позволяя себе парить на поверхности воды. Максимальная продолжительность жизни — около 15 лет.
Половая зрелость наступает только в возрасте 4-5 лет. Этот вид размножается только на полуострове Калифорния. Самка откладывает только одно очень крупное белое яйцо, которое помещается в расщелину. Инкубационный период составляет до 50 дней. Молодые особи питаются переваренной рыбой и желудочным жиром. В возрасте 60 дней молодые особи впервые покидают гнездо.

## Охранный статус
В связи с широким распространением и отсутствием известных угроз для этого вида МСОП относит его к категории находящихся в наименьшей опасности.